# Kaskisaari (ö i Södra Savolax, Nyslott, lat 61,79, long 29,02)
Kaskisaari är en ö i Finland. Den ligger i sjön Pihlajavesi och i kommunen Nyslott i  landskapet Södra Savolax, i den sydöstra delen av landet, 280 km nordost om huvudstaden Helsingfors. Öns area är 4,8 hektar och dess största längd är 280 meter i öst-västlig riktning.